# Kuc Skyros
Kuc Skyros – najmniejsza rasa pochodząca z Grecji, z wyspy Skyros. Często hodowany w warunkach prymitywnych, wypuszczany luzem na górskie łąkach. Kuc o łagodnym charakterze. Jest wytrzymały i skoczny.

## Pochodzenie
Pochodzi ze Skyros. Jego pochodzenie jest owiane tajemnicą, ale przypuszcza się, że został sprowadzony na wyspę w XII i XIII wieku, za sprawą mieszkańców Wenecji. Przez niezbyt przyjazny teren na wyspie, słaby dostęp do wody i żywności, z czasem rasa ewoluowała, zmieniając się w znane dziś, niewielkie kuce. W 1928 roku żyło ok. 500 kucy czystej krwi. Hodowla nie jest jednak prowadzona w sposób zorganizowany i dziś trudno podać konkretną liczbę.

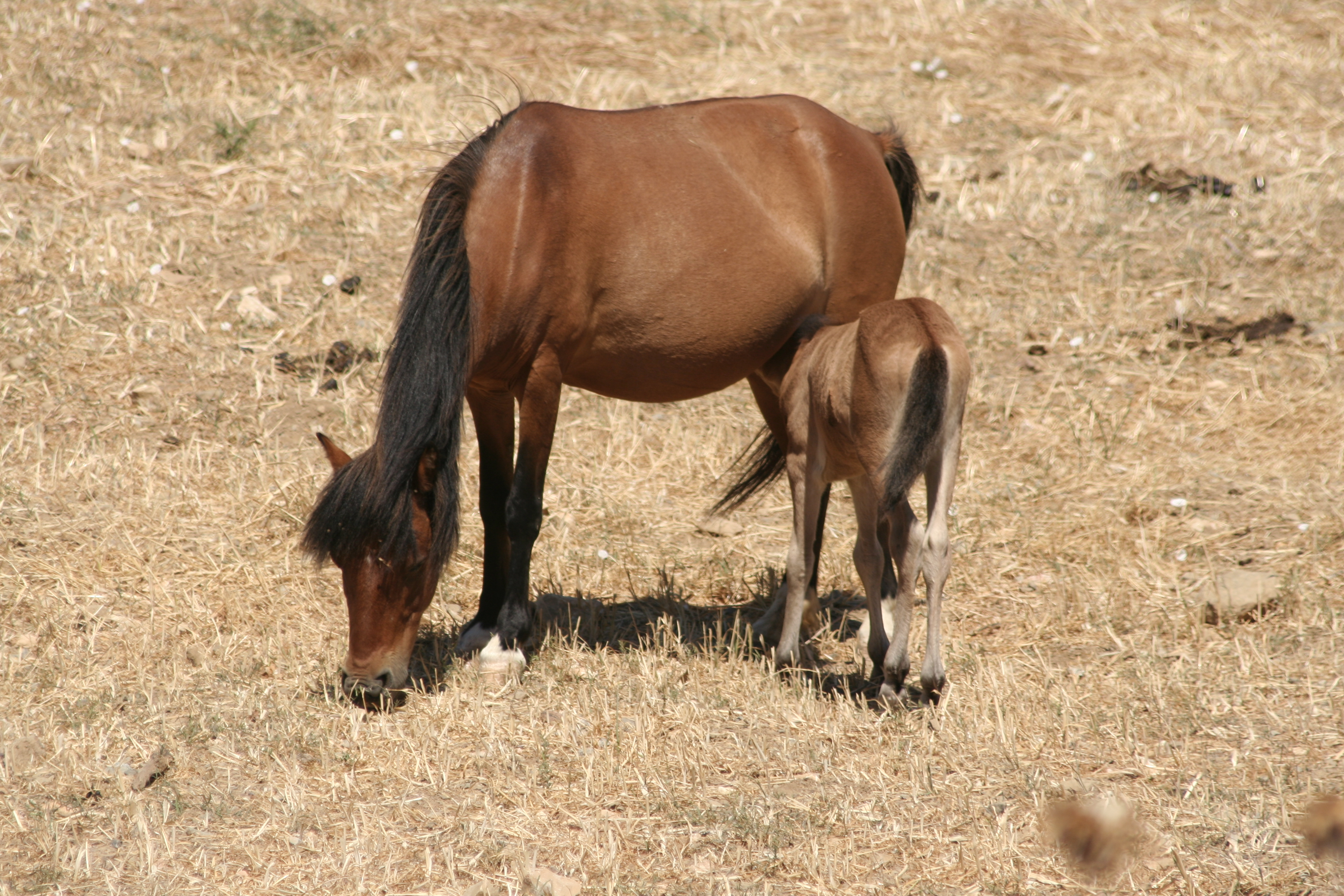
Klacz i źrebię rasy Skyros

## Pokrój
Kuc o średnim wzroście do ok. 112 cm, zwykle mają 90-110cm.  Ma małą głowę z niewielkimi uszami, krótką niezbyt umięśnioną szyję i zad oraz zwartą kłodę. Kończyny ze skłonnością do postawy krowiej. Klatka piersiowa tych koni jest stosunkowo płytka.

### Umaszczenie
Maść zazwyczaj myszata, gniada, skarogniada lub bułana. Czasem występuje pręga grzbietowa i pręgowanie na kończynach. Zwykle nie posiadają odmian, choć zdarzają się niewielkie znaczenia, zarówno na głowie, jak i nogach. Kopyta są czarne - jest to jeden z wymogów rasy.

## Użytkowanie
Zwykle utrzymywane są w stanie półdzikim. Są to kuce robocze dawniej używany do młócenia zboża. Nadaje się także do jazdy wierzchem, choć niektóre źródła temu przecą, uznając, że przez płaski kłąb nie nadaje się do jazdy wierzchem, a ustawione pionowo łopatki tego konia powodują, że jest niewygodny pod siodłem.